# Fidati di me (miniserie televisiva)
Fidati di me è una miniserie televisiva italiana del 2008.

## Produzione
La miniserie è diretta da Gianni Lepre ed è prodotta da Rai Fiction ed Endemol Italia.
Nel formato originario, è composta da quattro puntate, che vennero trasmesse in prima visione su Rai 1 nel settembre del 2008.
Gli interpreti principali sono Virna Lisi, Claudia Zanella, Martina Colombari, Flavio Montrucchio, Giulia Bellu, Massimiliano Benvenuto, Giorgio Colangeli.
La storia narrata si svolge in più location: Roma, Milano, lago di Como, Trieste, Lubiana.
L'opera audiovisiva non venne distribuita in home video, ma venne replicata su Rai Premium nel 2010 e su Rai 1 nel settembre 2014.

## Puntate
| Puntata         | Prima TV          | Telespettatori | Share  |
| --------------- | ----------------- | -------------- | ------ |
| Prima puntata   | 7 settembre 2008  | 4.004.000      | 21,44% |
| Seconda puntata | 8 settembre 2008  | 5.832.000      | 26,98% |
| Terza puntata   | 14 settembre 2008 | 5.367.000      | 24,32% |
| Quarta puntata  | 15 settembre 2008 | 6.310.000      | 25,32% |

## Trama
Una domenica mattina, a Roma, la polizia fa irruzione nell'appartamento di Martina Sales e trova la donna in stato confusionale e la piccola Alma, figlia di Martina, in fin di vita. Martina viene subito condotta in commissariato e Alma viene ricoverata d'urgenza all'ospedale, dove subisce un intervento chirurgico. La bambina, di soli 7 anni, entra in coma. Sua madre viene arrestata con l'accusa di violenza aggravata e tentato omicidio ai danni di un minore. Il commissario Siro Ragusa e il magistrato Claudia Marsili si occupano delle indagini, e sembrano propensi a credere nella colpevolezza di Martina, che è risultata essere positiva all'alcol, alla cocaina e alle anfetamine. La madre di Martina è Elena Donati, un magistrato in pensione. Dieci anni prima il marito di Elena e padre di Martina morì di infarto e viene ritrovato dalla moglie morto a letto con una prostituta in un motel.
Elena, con l'aiuto dell'amico Nico Berti, ai tempi poliziotto, riuscì a nascondere il dettaglio facendo scappare la prostituta e portando via il corpo del marito per fare in modo che la sua immagine non finisse infangata dal tipo di morte a lui attribuibile. Le bugie bianche dette da Elena per salvare l'immagine del marito agli occhi della figlia, che lo adorava, vennero da lei mal interpretate: pensando che la madre tradisse il padre con Nico, da allora Martina troncò immediatamente ogni rapporto con la madre, trasferendosi da Milano, città dove prima viveva tutta la famiglia Sales, a Roma; non contattò la sua famiglia nemmeno quando nacque Alma, il cui padre non risulta all'anagrafe.
Quando Elena viene informata sull'accaduto si trova nella sua tranquilla casa sul lago di Como, insieme con il primogenito Paolo, con la nuora Sofia e con i due piccoli nipotini; i quattro vivono a Milano, e si erano recati a fare visita ad Elena. Paolo lavora per conto di Alfredo Aprea, amico di famiglia e affermato imprenditore. Elena e Paolo si recano immediatamente a Roma per avere notizie su Martina e su Alma e nominano l'avvocato Michele Nardi difensore legale di Martina Sales. Quest'ultima si dichiara innocente e afferma di non ricordare quello che era accaduto nelle ore precedenti all'aggressione di Alma. Elena crede nell'innocenza di sua figlia, ma il magistrato Claudia Marsili vuole che Martina venga rinviata a giudizio, e il commissario Siro Ragusa non sembra deciso ad approfondire altre piste. Per queste ragioni Elena decide di chiedere aiuto a Nico, anche lui ora in pensione e da sempre innamorato di lei: vuole avviare con lui un'indagine non autorizzata. Nel frattempo il rigido magistrato Marsili, che inizialmente cerca di mettere i bastoni tra le ruote a Elena, si scopre simile a lei quando si trova a troncare una relazione extraconiugale per salvare la propria famiglia.